# Jim Walsh
Jim Walsh is een personage uit de televisieserie Beverly Hills, 90210, gespeeld door acteur James Eckhouse. Hij speelt de vader van de tweeling Brenda en Brandon en is de echtgenoot van Cindy Walsh.

## Casting
Aanvankelijk was acteur Lyman Ward voor de rol aangetrokken. Omdat uiteindelijk werd gekozen voor Eckhouse, moesten alle reeds opgenomen scenes van de pilot-aflevering worden aangepast. Eckhouse was 35 toen hij aan de rol begon, waardoor hij slechts 14 jaar ouder was dan acteur Jason Priestly, die de rol van zijn zoon Brandon vertolkte.
Het was voor Eckhouse verrassend dat hij werd uitgekozen. Hij ging ervan uit dat men op zoek was naar een zogenaamde WASP en viel daar met zijn uiterlijk en joodse achtergrond duidelijk niet onder. De onderlinge chemie met actrice Carol Potter - die de rol van Cindy speelde - en de sympathie van producent Aaron Spelling bezorgden hem alsnog de rol.
Uiteindelijk zou Eckhouse vijf jaar aan de serie verbonden blijven. Zijn contract verliep en hij had er naar eigen zeggen weinig behoefte aan om het te verlengen: hij had diverse andere bezigheden opgezet en wilde niet het label 'the dad from 90210' voor de rest van zijn leven. Wel kwam hij nog enkele keren als gastacteur terug in losse afleveringen.

## Beschrijving
Jim is accountant. Zijn werk brengt hem en zijn gezin van Minnesota naar Californië. De tweeling gaat daar naar de West Beverly Hills High. Het echtpaar Jim en Cindy biedt een ouderwetse, stabiele gezinssituatie. Dit biedt niet alleen voor Brenda en Brandon een rustige thuisplek, maar ook voor hun vrienden, die dikwijls een moeilijke thuissituatie hebben.
Na vijf seizoenen verdwijnt het echtpaar uit de serie. Ze verhuizen naar Hong Kong.